# Lá côn
Lá côn còn được gọi là đĩa ly hợp trong ô tô. Chi tiết này có cấu tạo bao gồm moay ơ có then hoa ăn khớp với trục sơ cấp và một tấm kim loại tròn với vật liệu ma sát ghép lại bằng đinh tán. rãnh then hoa ăn khóp và quay theo trục sơ cấp đồng thời giúp đĩa di chuyển dọc trục khi đóng ngắt ly hợp. Phân đĩa ma sát được chế tạo bằng chất amiant chịu nhiệt độ cao, sợi cacton và đồng đỏ đúc kết với nhau giúp hệ số ma sát cao và ổn định khi làm việc. Các lò xo trên đĩa ma sát có tác dụng giảm chấn. Khi đóng ly hợp, mâm ép ép chặt đĩa ma sát vào bánh đà đang quay và lò xo giảm chấn khi đĩa ma sát quay cùng bánh đà. Giữa hai bề mặt đĩa ma sát còn có lò xo đệm bề mặt kiểu máng gợn sóng hoặc uốn công. Lò xo này yếu đi khi ly hợp đóng và cho phép đĩa ma sát uốn cong vào phía trong giúp ly hợp đóng êm dịu.